# Bürgermeisterei Unkel

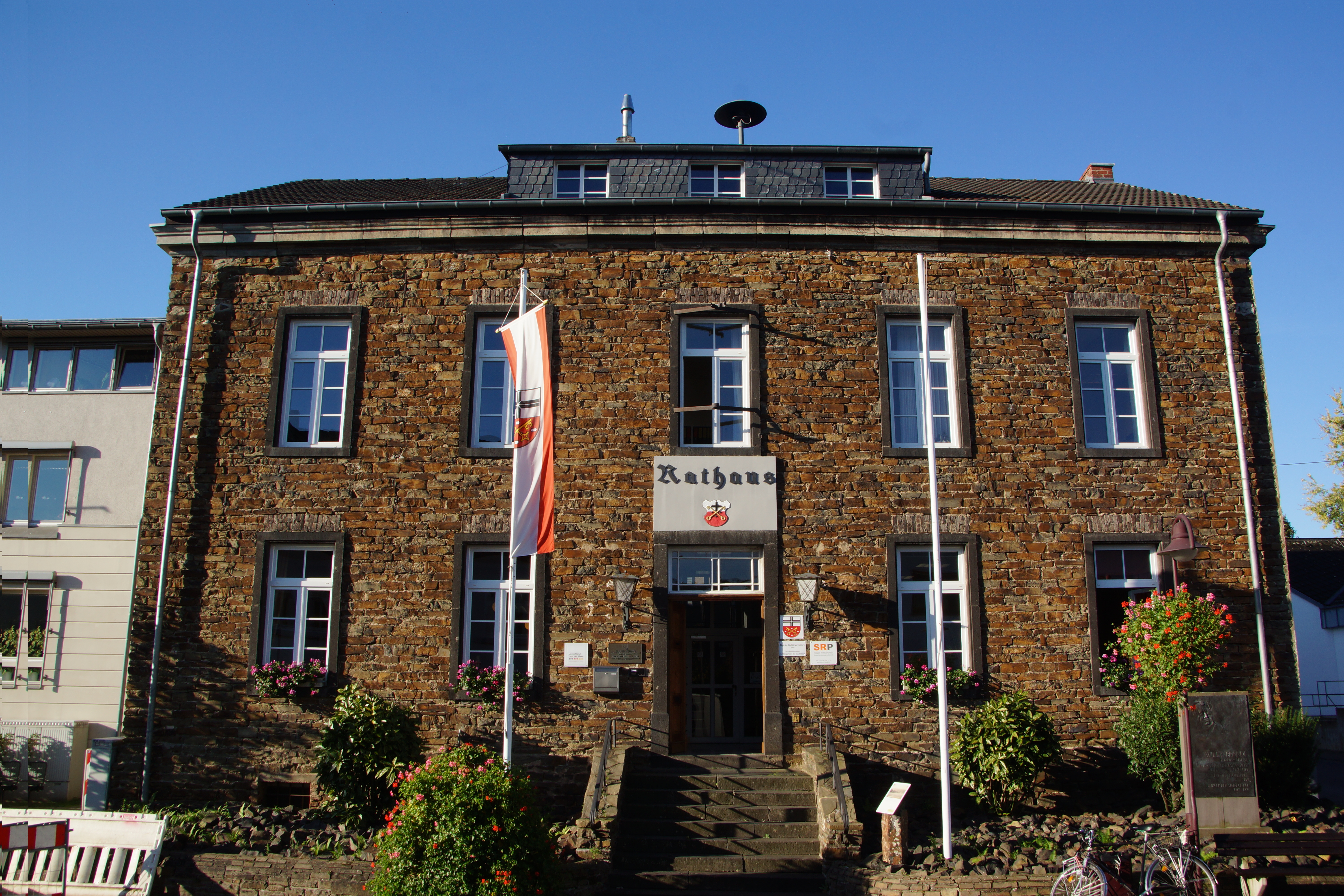
Rathaus von 1855, Amtssitz der Bürgermeisterei Unkel ab 1908

Die Bürgermeisterei Unkel war eine von drei preußischen Bürgermeistereien, in welche sich der 1816 gebildete Kreis Linz im Regierungsbezirk Koblenz verwaltungsmäßig gliederte. Nach der Auflösung des Kreises Linz kam die Bürgermeisterei Unkel 1822 zum Kreis Neuwied und zu der im selben Jahr neu gebildeten Rheinprovinz. Der Verwaltung der Bürgermeisterei unterstanden acht Gemeinden; der Verwaltungssitz war in der Gemeinde Unkel. Das Verwaltungsgebiet liegt heute im Landkreis Neuwied in Rheinland-Pfalz.
1927 wurde die Bürgermeisterei Unkel in Amt Unkel umbenannt. Es bestand bis zum 1. Oktober 1968 und wurde in die Verbandsgemeinde Unkel überführt.

## Zugehörende Gemeinden
Zur Bürgermeisterei gehörten folgende Gemeinden (Stand 1888):
- Gemeinde Bruchhausen mit der Grube St. Marienberg
- Gemeinde Erpel mit dem Wohnplatz St. Severinsberg
- Gemeinde Heister mit der Burg Vilzelt (Filzheld); 1938 nach Unkel eingemeindet
- Gemeinde Niederkasbach; 1935 aus dem Amt Unkel ausgegliedert und nach Kasbach eingemeindet, seit 1976 Teil von Kasbach-Ohlenberg
- Gemeinde Orsberg; 1969 nach Erpel eingemeindet
- Gemeinde Rheinbreitbach mit den Wohnplätzen Benden, Mühlenweg, Rolandsmühle und Virneberg
- Gemeinde Scheuren mit den Wohnplätzen Haanhof und Schmelze; 1905 nach Unkel eingemeindet
- Gemeinde Unkel mit den Wohnplätzen Bahnhof, Marienberg und Ursbachs Mühle; 1952 (erneut) zur Stadt erhoben

## Geschichte
Das Verwaltungsgebiet der Bürgermeisterei Unkel war seit dem 13. Jahrhundert Teil des Kurfürstentums Köln und unterstand ab dem 15. Jahrhundert der Verwaltung des Amtes Linz, das um 1700 zum Oberamt erhoben wurde. Aufgrund des 1801 geschlossenen Friedensvertrages von Lunéville und dem Ergebnis des Reichsdeputationshauptschlusses erhielt das Fürstentum Nassau-Usingen (ab 1806 Herzogtum Nassau) 1803 unter anderem das Amt Linz. Nach den auf dem Wiener Kongress geschlossenen Verträgen kam das Rheinland und damit das vorherige Amt Linz 1815 zum Königreich Preußen. Unter der preußischen Verwaltung wurden 1816 Regierungsbezirke, Kreise und Bürgermeistereien mit zugehörigen Gemeinden gebildet. Die Bürgermeisterei Unkel gehörte zunächst zum Kreis Linz im Regierungsbezirk Koblenz. 1822 wurde der Kreis Linz aufgelöst und dem Kreis Neuwied zugeführt. Im selben Jahr kam der Kreis Neuwied und damit die Bürgermeisterei Unkel zur damals neu gebildeten Rheinprovinz.
Der Bürgermeister wurde von der Bezirksregierung in Koblenz ernannt, ihm waren zwei Beigeordnete zur Seite gestellt. Den einzelnen Gemeinden standen Schöffen und Beistände vor.
Als Amtssitz der Bürgermeisterei diente ab 1908 das ehemalige Volksschulgebäude (heutiges städtisches Rathaus) an der Linzer Straße aus dem Jahre 1855. So wie alle Landbürgermeistereien in der Rheinprovinz wurde die Bürgermeisterei Unkel 1927 in „Amt Unkel“ umbenannt.

## Statistiken
Nach der „Topographisch-Statistischen Beschreibung der Königlich Preußischen Rheinprovinz“ aus dem Jahr 1830 gehörten zur Bürgermeisterei Unkel zwei Städte, sechs Dörfer, ein Weiler und zwei einzeln stehende Höfen. Im Jahr 1817 wurden insgesamt 3.139 Einwohner gezählt, 1828 waren es 3.431 Einwohner darunter 1.661 männliche und 1.820 weibliche; 3.398 Einwohner gehörten dem katholischen, 4 dem evangelischen und 79 dem jüdischen Glauben an. Hier ist anzumerken, dass von den beiden als „Städte“ aufgeführten Gemeinden Unkel seit 1815 keine Stadtrechte mehr hatte und Erpel nie solche besaß, diese Bezeichnung aber auch siedlungsgeographisch und als Synonym für „städtische Struktur“ verstanden werden kann.
Weitere Details entstammen dem „Gemeindelexikon für das Königreich Preußen“ aus dem Jahr 1888, das auf den Ergebnissen der Volkszählung vom 1. Dezember 1885 basiert. Im Verwaltungsgebiet der Bürgermeisterei Unkel lebten insgesamt 4.033 Einwohner in 796 Häusern und 907 Haushalten; 1.969 der Einwohner waren männlich und 2.064 weiblich. Bezüglich der Religionszugehörigkeit waren 3.870 katholisch und 87 evangelisch. Katholische Pfarreien bestanden in Unkel, Erpel, Rheinbreitbach und Bruchhausen, die evangelischen Gläubigen waren der damals neuen Kirchengemeinde in Linz zugeordnet. Die 72 jüdischen Einwohnern bildeten eine eigene jüdische Gemeinde.
1885 betrug die Gesamtfläche der zur Bürgermeisterei gehörenden Gemeinden 2.729 Hektar, davon waren 840 Hektar Weinberge und Ackerland, 57 Hektar Wiesen und 1.187 Hektar Wald.

## Bürgermeister
Die Bürgermeister von 1817 bis 1968 (ab 1927 „Amtsbürgermeister“):
- 1817–1839 Mäurer
- 1840–1848 Engels
- 1814–1849 Kaufmann
- 1849–1851 Heidegger
- 1851–1855 Lonnig
- 1855–1880 Fransquin
- 1880–1891 von Altrock
- 1891–1893 von Haller
- 1893–1897 Lieser
- 1898–1917 Biesenbach
- 1919–1933 Decku
- 1934–1945 Hartdegen
- 1945–1948 Schmitz
- 1948–1955 Peters
- 1955–1964 Bornheim
- 1964–1968 Hafener